# Прапор Мелільї

Прапор Мелільї

Прапор Мелільї являє собою блакитне полотно з гербом міста в центрі.
Герб Мелільї складається з блакитного поля, двох казанів, розбитих на золоті і червоні квадрати, і наповнених сімома зеленими зміями. Герби Кастилії і Леона, дев'ять червоних квадратів з золотими замками, що чергуються з дев'ятьма срібними квадратами з червоними левами. Герб увінчаний герцогською короною, над якою височить постать Гусмана Доброго. Напис: «Non Plus Ultra». Під гербом знаходиться зелений дракон. Девіз: У верхній частині герба стрічка з написом «Praeferre Patriam Liberis Parentem Decet».